# Резолюция Совета Безопасности ООН 906
Резолюция Совета Безопасности ООН 906 — резолюция Совета Безопасности ООН, единогласно принятая 25 марта 1994 года после принятия резолюций 849 (1993), 854 (1993), 858 (1993), 876 (1993), 881 (1993), 892 (1993), 896 (1994) и 901 (1994), Совет Безопасности выразил сожаление по поводу того, что между Абхазией и Грузией не было достигнуто соглашение о политическом урегулировании и продлен мандат Миссии ООН по наблюдению в Грузии (UNOMIG) до 30 июня 1994 года.
Совет Безопасности подчеркнул неотложную ситуацию в Грузии, созданную большим количеством депортированных лиц из Абхазии и право на возвращение домой. Он также подтвердил территориальную целостность и суверенитет Грузии. Обеим сторонам было настоятельно предложено как можно скорее возобновить переговоры по политическому урегулированию и политическому статусу Абхазии на основе принципов, изложенных в предыдущих резолюциях Совета Безопасности, с тем чтобы можно было рассмотреть возможность размещение миротворческих сил.
Международному сообществу было предложено внести свой вклад в восстановление Грузии, с тем чтобы она смогла преодолеть последствия конфликта. После продления мандата UNOMIG он настоятельно призвал стороны конфликта обеспечить безопасность персонала Организации Объединенных Наций и позволить ему свободу передвижения по региону. Затем Генеральному секретарю Бутросу Бутрос-Гали было предложено представить Совету Безопасности до 21 июня 1994 года доклад о ходе переговоров и ситуации в регионе, обратив внимание на обстоятельства, которые могут потребовать создания миротворческих сил.